# Elfriede Paul
Pour les articles homonymes, voir Paul.
Elfriede Paul, née le 14 janvier 1900 à Cologne et morte le 30 août 1981 à Ahrenshoop, est une femme médecin, professeure d'université, chercheuse, militante communiste et résistante allemande investie dans l'Orchestre rouge. Première spécialiste de l'hygiène sociale, elle se préoccupe particulièrement de la protection de la santé des femmes et des mères qui travaillent dans les entreprises et dans l'agriculture.

## Biographie
Elfriede Paul est née le 14  janvier 1900 à Cologne, dans une famille de la petite bourgeoisie. Son père est lithographe. Après le collège, elle fréquente le lycée de Hambourg-Harburg en 1915 et 1916 puis l'école normale du monastère St. Johannis à Hambourg. En 1920, elle réussit l'examen de fin d'études et en 1921, elle obtient son diplôme d'enseignante pour les écoles supérieures.
Elle rejoint une organisation de jeunesse proche du Parti-social démocrate d'Allemagne (SPD) pour pratiquer la randonnée. Elle s'inscrit au Parti communiste d'Allemagne (KPD) en 1921. De 1921 à 1924, elle travaille comme enseignante puis comme directrice d'un foyer pour enfants (orphelinat) à Hambourg.

### Études de médecine
Tout en travaillant comme enseignante, elle entreprend des études de médecine en 1926, à Berlin et à Vienne. Elle travaille aussi en 1932 et 1933 pour les magazines Sanatorium et Gesundheit und Erziehung. En 1933, elle obtient son diplôme d'état de médecine à Berlin, puis termine l'année pratique à l'institut de radiothérapie de l'université Friedrich Wilhelm. Elle obtient sa licence pour pratiquer la médecine en 1934, après quoi elle est assistante bénévole non rémunérée à l'Institut d'hygiène de l'université de Berlin et travaille à l'Office municipal du Grand Berlin dans le secteur des soins aux nourrissons et comme médecin scolaire. Entre 1934 et 1936, elle suit deux années de formation médicale post-universitaire générale. Dans sa thèse présentée en 1936, elle traite de « L'influence de l'année terrestre sur la menstruation » (Beeinflussung der Menstruation durch das Landjahr). En 1936, elle ouvre son propre cabinet dans la Sächsische Strasse à Berlin-Wilmersdorf.

### Le nazisme et la résistance
En 1936, elle rencontre Walter Küchenmeister (de). Engagé dans la résistance au nazisme, il a déjà été arrêté deux fois, en 1933 et en 1934 et a passé neuf mois dans le camp de concentration de Sonnenburg, où il est infecté par la tuberculose. Devenu invalide, il est  soigné par Elfriede Paul et ils deviennent amis. En mars 1937, Walter Küchenmeister quitte sa femme et emménage avec Elfriede Paul, qui s'occupe alors de l'éducation des deux fils,.
Par son intermédiaire, elle entre en contact avec les groupes de résistance autour de Harro Schulze-Boysen et Arvid Harnack. Ce réseau sera appelé plus tard l'Orchestre rouge. Son cabinet devient un lieu de rencontre et d'informations et de reproduction de tracts destinés à leurs connaissances et ami et des personnalités politiques dans la salle d'attente. Sous prétexte de visites à domicile, Elfriede Paul circule en voiture et dépose les tracts sous enveloppe dans plusieurs boîtes aux lettres éloignées,. Elle préserve les apparences d'obéissance au régime nazi grâce à son adhésion au Secours populaire national-socialiste en 1933 et à l'Association des médecins allemands nationaux-socialistes en 1936 et à son travail de médecin pour la Ligue des filles allemandes, Bund deutscher Mädel ,.
Déjà en juillet 1933, elle a été informée d'une fouille de sa maison, à la recherche de littérature interdite mais les officiers de la Sturmabteilung arrivés à 06h30 n'ont rien trouvé de compromettant. Au contraire, Elfriede Paul a laissé bien en vue une copie du Völkischer Beobachter, organe de la presse nazie.
En 1936, elle s'installe comme médecin généraliste à Wilmersdorf. Le ministre de la Culture du Reich, Hans Hinkel est son voisin de palier. Elle poursuit son travail de médecin généraliste de 1936 à 1942,.
En avril 1939, la tuberculose de Walter Küchenmeister s'est aggravée et Elfriede Paul le conduit en Suisse, au sanatorium de Leysin pour un séjour de sept mois en Suisse. Au cours des années suivantes, Elfriede Paul s'implique plus activement dans le groupe de résistance.

#### Arrestation
Le 16 septembre 1942, à l'aube, deux agents de la Gestapo arrivent à son domicile. Elfriede Paul, Walter Küchenmeister et le fils de ce dernier, Rainer, sont arrêtés. Elfriede Paul et Rainer sont emmenés dans une cellule de détention sur Alexanderplatz. Le 6 février 1943, elle est condamnée par le Reichskriegsgericht à six ans de prison pour préparation à la haute trahison. Après avoir été incarcérée à la prison de Berlin-Alexanderplatz et à la prison de police de Charlottenburg, elle est transportée à la prison pour femmes de Cottbus en juillet 1943 et à la prison de Leipzig/Klein-Meusdorf en février 1945,. Lors de sa détention, elle se lie d'amitié avec Erika von Brokdorff et Marta Huseman avec lesquelles elle partage des cellules,.
Walter Küchenmeister est condamné à mort par le Reichkriegsgericht et guillotiné le 13 mai 1943 à la prison de Plötzensee à Berlin. En application du principe nazi, le Sippenhaft, selon lequel la famille partage la responsabilité d'un crime, son fils Rainer, âgé de seize ans, est envoyé au camp de concentration de Moringen, puis dans un bataillon disciplinaire. Il survivra à la guerre. Le plus jeune fils, Klaus Küchenmeister, est à ce moment-là réfugié en Suisse, et la mère des deux fils de Küchenmeister est morte lors d'un raid aérien,.
Pendant son incarcération, Elfriede Paul est autorisée à travailler - bénévolement - à l'hôpital de la prison où des centaines de femmes sont entassées dans une salle pleine de vermine. Comme il est impossible d'enterrer les mortes à cause des bombardements, les cadavres sont empilés dans un hanger sur le terrain de l'hôpital. Elle-même contracte la tuberculose.
Elle est libérée le 7 mai 1945 par la 2e division d'infanterie américaine.

### L'après-guerre
Elfriede Paul retourne à Berlin dès que possible et recommence à travailler comme médecin. Mais elle a du mal à se rendre chez ses patients dans la zone d'occupation américaine et la zone d'occupation soviétique, alors elle décide d'aller vivre avec sa sœur Elsbeth à Burgdorf près de Hanovre où elle ouvre un cabinet en août 1945. Pendant cette période, elle travaille à la reformation du Parti communiste d'Allemagne à Hanovre et dans les districts environnants.
Elle soigne des patients du Camp Ohio, un grand camp de réinstallation près de Burgdorf qui abrite des centaines de femmes, d'enfants et de personnes âgées. Elle rapporte les conditions de vie douloureuses :  « J'ai vu une misère indicible. Principalement séparées les unes des autres par des couvertures, de nombreuses familles vivaient dans une seule grande caserne et il n'y avait aucune perspective de retour dans leur propre maison dans un avenir prévisible. Le siège du comté de Burgdorf et certainement les villages de cette région de Basse-Saxe avaient, comme je l'ai dit, à peine connu les horreurs et les épreuves de la guerre. La plupart des agriculteurs avaient le cœur dur. Ils n'ont pas donné aux mères une goutte de lait pour leurs enfants, pas un morceau de pain. »
Elle siège au comité local de dénazification en tant que représentante du Parti communiste. Avec la fondation de l'État de Hanovre en août 1946, elle en devient la ministre de la Construction, du Travail et des Affaires sociales, ce qui comprend aussi le service de santé. En même temps, elle représente le KPD au parlement du Land. Les deux fonctions prennent fin en novembre 1946 lorsque Hanovre est absorbée par le nouvel État de Basse-Saxe.
Le 1er mai 1947, Elfriede Paul déménage dans la zone d'occupation soviétique et devient Directrice du département des soins de santé au travail à la Commission économique allemande à Berlin. De 1949 à 1950, elle est chargée de la direction médicale de la compagnie d'assurance à Berlin . Elle travaille ensuite brièvement comme médecin du travail puis, en 1950, à l'Institut d'hygiène de l'université de Berlin. Après que l'hygiène sociale soit devenue une discipline dans les études de médecine en République démocratique allemande en 1951, Elfriede Paul devient la première femme   à être habilitée dans cette matière en RDA en 1955. Mais elle doit constater que « [aussi] dans nos conditions sociales il y a encore des scientifiques qui mettent des obstacles sur le chemin des femmes » .
Son mémoire d'habilitation est intitulé Untersuchungen über Ursachen, Häufigkeit und Dauer der Arbeitsunfähigkeit bei Frauen (Enquêtes sur les causes, la fréquence et la durée de l'incapacité de travail chez les femmes). Elle n'est pas seulement la première femme dans le domaine de l'hygiène sociale, mais dans l'ensemble du corps enseignant de Magdebourg à l'époque.
De 1954 à 1956, elle est responsable de l'Inspection de la santé au travail dans le département de la santé de Berlin. Le 1er août 1956, elle est nommée à la chaire d'hygiène sociale de l'Académie de médecine de Magdebourg, maintenant université Otto von Guericke de Magdebourg. « Ce n'était pas facile pour moi », écrit-elle dans ses mémoires, « d'abandonner ma carrière universitaire à l'époque nazie. Puis l'emprisonnement a interrompu ma pratique médicale, et après ma libération d'autres tâches étaient plus importantes ».
À partir de 1957, Elfriede Paul occupe un poste d'enseignante en médecine du travail à l'Académie de médecine de Magdebourg. De 1957 à 1964, elle est également conseillère municipale à Magdebourg.
En 1961, elle ouvre le premier centre de conseil matrimonial et familial du pays.
Elle prend sa retraite en 1964 et vit dès lors à Ahrenshoop.
Elle reste encore présidente de la section « Protection de la santé des femmes » de la Société d'hygiène sociale de la RDA jusqu'en 1972.
Elle décède à Ahrenshoop. Sa pierre tombale porte l'inscription : En l'honneur du professeur Elfriede Paul, communiste, résistante antifasciste, médecin.
Sa correspondance est conservée aux Archives fédérales d'Allemagne.

## Publications
- Gesundheitsschutz der Frau in unserer Landwirtschaft. Verlag Volk und Gesundheit, Berlin 1974.
- Ein Sprechzimmer der Roten Kapelle, Berlin, Militärverlag, 1981, 270 p.  (ISBN 9783327004210)
- Wegbegleiter auf unebener Straße, Albrecht Günther, Wolfgang Hartwig (Ed.), Ärzte – Erinnerungen, Erlebnisse, Bekenntnisse. Berlin 1988, p. 93–117.

## Distinctions et hommages
- Médaille Hufeland (de) en 1958[1]
- Médaille des combattants contre le fascisme 1933 à 1945 en 1958
- Ordre du Mérite patriotique en bronze en 1959, argent en 1965 et or en 1975[1]
- Fermoir honorifique en or de l'ordre du Mérite patriotique en 1980[16]
- Médaille Clara Zetkine[1]

- Une rue de Hanovre-Linden-Süd porte le nom d'Elfriede-Paul-Allee
- À Templin, la maison d'enfants Elfriede Paul de la Lebenshilfe porte son nom.
- Une Stolperstein a été posée en octobre 2010 par des étudiants de la Robert-Jungk-Oberschule devant l'immeuble où elle résidait avant son arrestation, au Sächsisches Palais (Sächsische Straße 63a à Berlin-Wilmersdorf)[9].
- À l'occasion de son 80e anniversaire un symposium scientifique est organisé en son honneur à l'Académie de médecine de Magdebourg et elle est nommée sénatrice honoraire de l'Académie de médecine[1].

## Filmographie
Dans le film KLK an PTX - Die Rote Kapelle (de)(1971) de Horst E. Brandt, sur l'histoire de l'orchestre rouge, l'actrice Karin Lesch (de) interprète le rôle d'Elfriede Paul.

## Sources et références
- (en)/(de) Cet article est partiellement ou en totalité issu des articles intitulés en anglais « Elfriede Paul » (voir la liste des auteurs) et en allemand « Elfriede Paul » (voir la liste des auteurs).

1. 1 2 3 4 5 6 7 8 9 10  « Paul, Elfriede », sur www15.ovgu.de (consulté le 16 mars 2022)
2. 1 2 3 4 5 6  (de) Sabine Schleiermacher, Udo Schagen, Elfriede Paul, Berlin, Deutsche Gesellschaft für Sozialmedizin und Prävention, 2005 (lire en ligne)
3. 1 2 3 4 5 6 7  (de) Geertje Andresen, Oda Schottmüller: Die Tänzerin, Bildhauerin und Nazigegnerin Oda Schottmüller (1905–1943), Lukas Verlag, 1er novembre 2005 (ISBN 978-3-936872-58-3, lire en ligne)
4. ↑  (de) Geertje Andresen, Wer war Oda Schottmüller?: zwei Versionen ihrer Biographie und deren Rezeption in der alten Bundesrepublik und in der DDR, Lukas Verlag, 2012 (ISBN 978-3-86732-125-9, lire en ligne), p. 162
5. 1 2 3 4  Hélène Camarade, Ecritures de la résistance: le journal intime sous le troisième Reich, Presses Univ. du Mirail, 2007 (ISBN 978-2-85816-875-0, lire en ligne)
6. ↑  (en) Shareen Blair Brysac, Resisting Hitler: Mildred Harnack and the Red Orchestra, Oxford University Press, 23 mai 2002 (ISBN 978-0-19-992388-5, lire en ligne)
7. 1 2  (en) Charles S. Baylis Professor of History Helmut Gruber, Helmut Gruber, Pamela Graves et Pamela M. Graves, Women and Socialism, Socialism and Women: Europe Between the Two World Wars, Berghahn Books, 1998 (ISBN 978-1-57181-152-3, lire en ligne)
8. 1 2 3 4 5 6 7 8 9  (de) Elfride Paul, Ein Sprechzimmer der Roten Kapelle, Berlin, Militärverlag der Deutschen Demokratischen Republik, 1988 (ISBN 9783327004210)
9. 1 2  « Stolpersteine in Berlin | Orte & Biografien der Stolpersteine in Berlin », sur www.stolpersteine-berlin.de (consulté le 17 mars 2022)
10. ↑  (de) « Brockdorff, Erika Gräfin von – Kulturstiftung » (consulté le 26 septembre 2023)
11. ↑  « Küchenmeister, Walter | Bundesstiftung zur Aufarbeitung der SED-Diktatur », sur www.bundesstiftung-aufarbeitung.de (consulté le 17 mars 2022)
12. ↑  (en) Robert Loeffel, Family Punishment in Nazi Germany: Sippenhaft, Terror and Myth, Palgrave Macmillan, 29 mai 2012 (ISBN 978-0-230-34305-4, lire en ligne)
13. ↑  Friedrich Winterhager: Selbstzeugnisse deutschsprachiger Ärzte u. a. Korrektur und Ergänzungen. In: Würzburger medizinhistorische Mitteilungen 24, 2005, S. 552 f.
14. 1 2  « Medizinische Fakultät/Universitätsklinikum Magdeburg A. ö. R. - 	 Geschichte der Hochschulmedizin in Magdeburg - Rückblick auf über ein halbes Jahrhundert », www.med.uni-magdeburg.de
15. ↑  (de) « Briefe zwischen Elfriede Paul und Freunden und Bekannten », sur Deutsche digitale Bibliothek
16. ↑  Neues Deutschland, 7 mars 1980, p. 2
17. ↑  « KLK Calling PTZ: The Red Orchestra (1971) - IMDb » (consulté le 17 mars 2022)